# 1966 год в авиации
Список событий в авиации в 1966 году.

## События
- 18 августа — на основании Постановления Совета Министров СССР было создано Барнаульское высшее военное авиационное училище лётчиков.
- 21 октября — первый полёт пассажирского реактивного самолёта Як-40 (лётчик-испытатель А. Л. Колосов).
- 10 ноября — первый полёт аргентинского сельскохозяйственного самолёта FMA IA 53 Mamboretá[1].
- 24 ноября — первый полёт самолёта 37-1 прототипа шведского многоцелевого истребителя Saab 37 Viggen.